# 哈里蒂娜·科羅特凱維奇
哈里蒂娜·葉夫斯塔菲耶夫娜·科羅特凱維奇 （俄语：Харити́на Евста́фьевна Коротке́вич，1882年10月17日—1904年10月16日）是一名俄羅斯士兵，在日俄戰争期間服役於帝俄軍隊。她自願偽裝成男人服役，化名為哈里頓·科羅特凱維奇（Харитон Короткевич），很快就以女性的身份獲得了無畏領袖的美譽。在旅順會戰中，她在前線被炮火炸死。

## 早年生活
哈里蒂娜·維爾科日納（Харити́на Верхо́зина）出身卑微，出生在托博爾斯克省的內斯特列瓦亞村，是農民的女兒。她六歲時失去母親，十歲時離家外出工作，在瓦爾加希車站找到一份洗碗工的工作。在那裡，她遇見了雅科夫·科羅特凱維奇（Яков Короткевич），並與他墜入愛河，兩人不久便結婚。
日俄戰爭剛開始時，她的丈夫被徵召入伍，起初她留在家中，但不久之後，她決定前往旅順港陪伴丈夫，儘管旅途充滿危險。她偽裝成男人，在西伯利亞鐵路上擔任剎車員，穿越大清東省鐵路前往哈爾濱。在抵達大連灣時，她遇到了一些與她丈夫隸屬同一連隊的士兵，並換上了女裝。她想繼續她的旅程，卻遭到警察的阻撓，他們威脅要把她送回哈爾濱。然而，當她向負責的警官講述她的故事時，警官變得很同情她，他們一起為她制定了一個計劃，讓她得到線路並和她的丈夫在一起。她會入伍。
正如一位當代人士所說，「她宣誓忠貞，穿上軍裝，扛起步槍，成為人中之人，這一切都是為了雅科夫。」她為了愛成為了俄國的聖女貞德。

## 服役

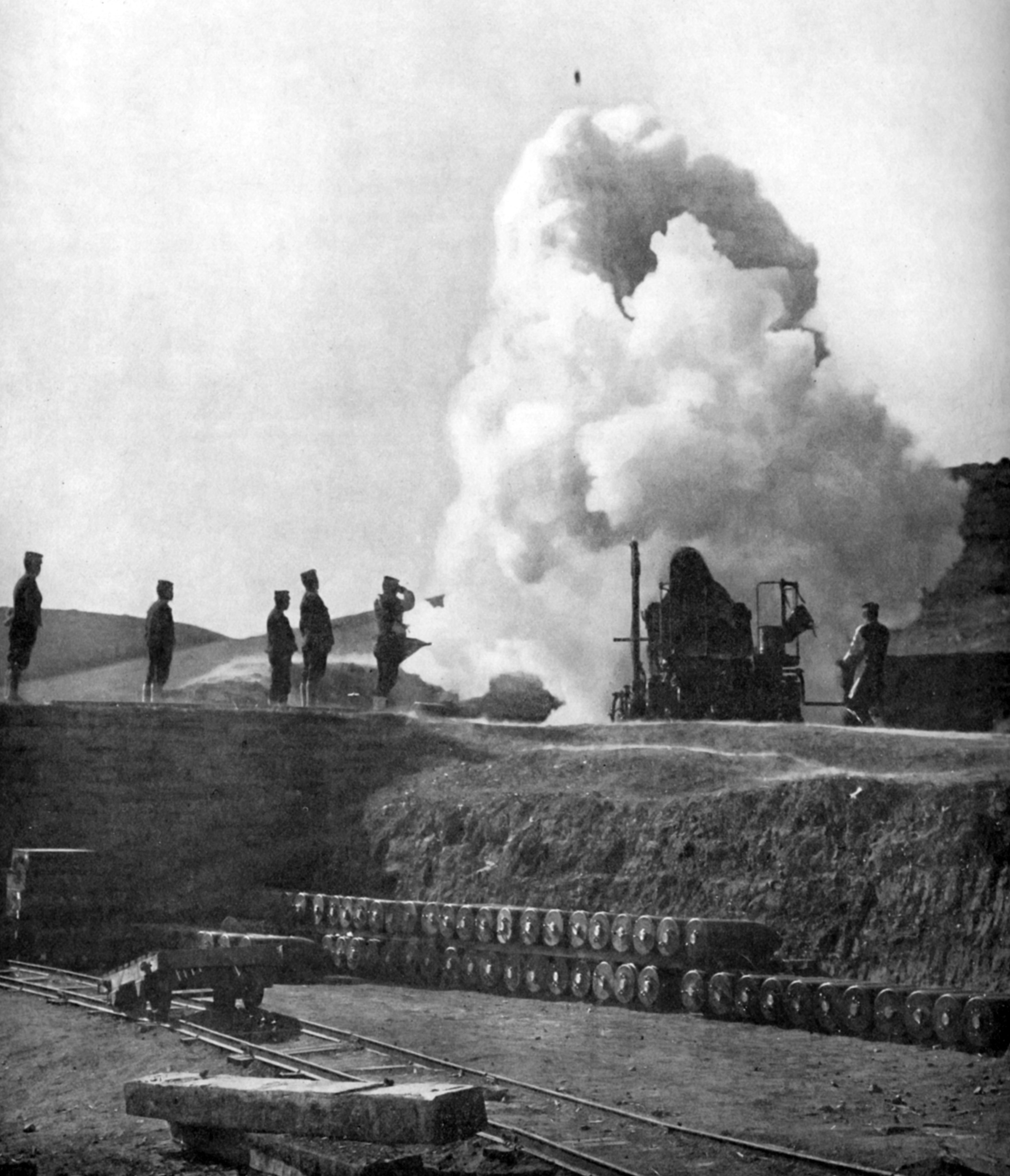
日本280毫米榴彈炮，該型砲在炮擊旅順港時擊斃科羅特凱維奇

科羅特凱維奇採用了男性的名字哈里頓，起初並未受到重視，但很快就證明她是一位能幹的戰士。她加入了古薩科夫斯基上尉麾下的第15團，他是一位充滿魅力的領袖，經常以勇氣和技巧帶領她的部隊。在一次刺刀衝鋒中，據說她用刺刀殺死了一名日本士兵，並用子彈擊傷了另一名日本士兵。她也很有同情心。有一次在戰鬥中，一名日本士兵受傷倒在她身邊。她馬上放下步槍去照顧他，直到擔架兵來到。此外，她還保持軍隊的高昂士氣，幫助士兵修補衣服，並在休假時為他們購買肥皂和煙草。
1904年8月19日，雅科夫在激烈的戰鬥中受傷，科羅特凱維奇陪同他前往野戰醫院。她陪了他三個星期，直到他脫離危險，她才回到自己的部隊。當她回到自己的部隊時，古薩科夫斯基任命她為信差。在這個任務中，她冒著生命危險，勇敢地在指揮官和前線之間傳達重要指示。她就是在一次任務中犧牲的。

## 逝世
1904年10月16日，日本人對俄軍發動了大規模攻勢。攻擊被擊退後，古薩科夫斯基擬定了一份請求清單，包括一份損失報告以及一份儲備和彈藥請求。他把這份報告交給科羅特凱維奇，讓她帶到團部。不幸的是，就在她離開防空壕時，日軍一門280毫米榴彈炮所射出的217公斤炮彈落在炮台上，科羅特凱維奇當場陣亡
科羅特凱維奇與其他八位同時陣亡的士兵一起被埋葬在群葬墳墓中。她的墳墓上擺放著一個木十字架，上面刻著「二等兵哈里蒂娜·科羅特凱維奇，最勇敢的俄羅斯女性，為沙皇和國家而戰歿。」。她被授予聖喬治十字勳章，是戰爭期間獲頒此殊榮的四位女性之一，也是唯一一位在死後獲頒此勳章的女性。